# 移住博物館 (メルボルン)
移住博物館（Immigration Museum）は、ビクトリア州 メルボルン フリンダーズ通り（Flinders Street）、オールド・カスタム・ハウス（Old Customs House）内に位置する、オーストラリアの移住史を扱う博物館
メルボルン博物館（Melbourne Museum）、サイエンスワークス博物館（Scienceworks Museum）と共に、ミュージアム・ビクトリアに属する。

## 参照
1. ↑  Museum Victoria.

- http://museumvictoria.com.au/ImmigrationMuseum/WhatsOn/Past-Exhibitions/Greek-treasures/
- http://museumvictoria.com.au/ImmigrationMuseum/Education/